# Sozialkriminalität
Sozialkriminalität (engl.: social crime) bezeichnet den Missbrauch staatlicher Wohlfahrts- oder Sozialleistungen, analog zur Wirtschaftskriminalität, insoweit diese den Steuer- oder Subventionsmissbrauch umfasst. Die Sozialkriminalität ist ein Phänomen, das in allen Industrieländern auftritt und an das Vorhandensein komplexer staatlicher Wohlfahrtsleistungen gebunden ist. Hier besteht eine Parallele zur Wirtschaftskriminalität, die auch verstärkt in Industriestaaten auftritt.
Zur Sozialkriminalität zählen u. a.:
- Schwarzarbeit bei gleichzeitigem Bezug von sozialen Leistungen
- Betrug beim Wohngeld
- Sozialhilfemissbrauch
- Betrug im Zusammenhang mit Krankenversicherungsleistungen
- Rentenbetrug
- verdeckte Mehrarbeit beim Kurzarbeitergeld
- Delikte im Zusammenhang mit Hartz IV (nur in Deutschland)

Der volkswirtschaftliche Schaden der Sozialkriminalität ist immens. Verstöße gegen die sozialen Leistungsgesetze werden – wie auch bei der Wirtschaftskriminalität – von Teilen der Gesellschaft nicht als kriminelle Verhaltensweisen gesehen, so dass sie oft als legitime Mittel der Einkommenssteigerung herangezogen werden. Die Gesellschaft behandelt sie wie Kavaliersdelikte, obwohl die Wirtschafts- und Sozialkriminalität zusammen mehr Schaden anrichten als die "normale Kriminalität".

## Soziologische Theorieansätze
Der Begriff wurde von dem Soziologen Werner Bruns 1993 geprägt, der bei der theoretischen Begründung auf die Theorien abweichenden Verhaltens zurückgreift, insbesondere auf den Kriminalsoziologen Edwin H. Sutherland und generell auf Robert K. Merton. Bruns führt die Sozialkriminalität u. a. – in Anlehnung an die Anomietheorie von Émile Durkheim und Robert K. Merton – auf die Schwächung des Kollektivbewusstseins in der Gesellschaft zurück. Die Individuen fühlen sich nicht mehr dem Gesamten (Gemeinschaft/Gesellschaft) gegenüber verantwortlich, sondern in erster Linie ihrem privaten Wohlergehen. Hierin sieht der Soziologe auch die Gründe für den Anstieg der Wirtschaftskriminalität.

## Hypothesen
Folgende Hypothesen legt Bruns zugrunde:
- Wenn in einer Gesellschaft durch eine hochkomplexe Arbeitsteilung das Kollektivbewusstsein, die Solidarität zum Ganzen geschwächt wird, und
- wenn Verantwortung für andere, Solidarität mit anderen, Fleiß, Karriere und Leistung in der Rangordnung der Werte gesunken sind und durch andere wie Freizeit, Genuss und Geselligkeit verdrängt werden, und
- wenn in einer Gesellschaft eine Diskrepanz besteht zwischen der kulturellen und der sozialen Struktur, und
- wenn illegitime Mittel (Betrug) zur Erreichung eines gesellschaftlichen Zieles (Wohlstand) gegenüber legitimen Mitteln (Erwerbstätigkeit) bevorzugt werden, und
- wenn bestimmte Personengruppen einer Gesellschaft kriminelles Verhalten in Interaktionen mit anderen Personen in einem Kommunikationsprozess gelernt haben (Manipulationen von Anträgen zum Erhalt von Wohlfahrtsleistungen), und
- wenn diese Gruppen beim Erlernen krimineller Verhaltensweisen auch die Techniken zur Ausführung des Verbrechens sowie die dazu nötige Richtung von Motiven und Rationalisierungen (z. B. kein Unrechtsbewusstsein) und Attitüden gelernt haben,

dann tritt Sozialkriminalität auf.

## Sanktionen
Relevante Rechtsnormen bei Sozialkriminalität stehen – wie bei der Wirtschaftskriminalität – im Strafgesetzbuch, hieraus ergibt sich ein Teil der Sanktionsmöglichkeiten.